# 小泉宗平
小泉 宗平（こいずみ むねひら）は、南北朝時代の武将。小泉氏平の嫡男。小泉氏の第2代当主。

## 略歴
貞治4年（1365年）8月、父・氏平より所領を譲り受ける。応安元年（1369年）12月、安芸国豊田郡造果保のうち細川淡路守知行分を除く部分を賜る。康暦元年（1379年）10月、勲功の賞として伊予国尾智大嶋地頭職に補任される。